# Куповина младе
Куповина младе или куповина невесте је културна пракса давања неке врсте плаћања у замену за невесту. Плаћање може бити извршено оцу невесте, њеној породици или посебном посреднику. То је супротно од мираза. Илегално је у неким земљама, али има чврсто упориште у деловима Азије и Африке. Може се сматрати обликом ропства када се третира као пренос имовине с једног „власника” на другог.

## Историја
У својој „Историји”, Херодот с одобравањем пише о некадашњем обичају у Вавилону и Илирији да се сваке године организује аукција младих жена из сваког села које су достигле погодан узраст за брак. Он наводи да је висока цена за најздравије и најлепше девојке делимично коришћена за финансирање мираза за најружније и највише осакаћене, при чему је свака од њих дата човеку који би се легитимно оженио за најмањи износ.И поред своје похвале, признаје да су Вавилонци престали са овом праксом због лошег поступања према невестама, нарочито онима које су куповали странци, и додаје да је, након пада Вавилона под Персијско царство, општа сиромаштина земље довела до тога да су многи очеви проституисали своје кћери уместо да их продају на аукцији или удају.
Један од првих забележених случајева куповине невесте у Северној Америци може се пратити до 1619. године у Џејмстауну, Вирџинија. Први досељеници у Џејмстауну били су искључиво европски мушкарци. Историчар Алф Ј. Mapp Јр верује да је то могло бити због уверења да „...жене немају место у мрачној и често страшној борби за покоравање континента...” Због прича о глади, болестима и несугласицама, европске жене су се плашиле да напусте Енглеску и отпутују у колонију, сматрајући то великим ризиком. Без могућности да пронађу супруге, многи мушкарци су одлучили да напусте колонију. Да би смањили дезертерство, лидери колоније су послали огласе назад у Европу, молећи жене да имигрирају у колонију. Покушај да се потенцијалне невесте увере да дођу у Џејмстаун показао се тешким, али су препреке за брак у 17. веку биле корисне за мушкарце у колонији. Стицање дома и изградња домаћинства у Европи били су скупи. Ако нису рођени у богатству, већина људи би морала да стекне значајне уштеде пре него што би могли да се венчају. Већина радничких енглеских жена се окретала кућним пословима како би стекле потребна средства за брак, а брачна имиграција нудила је привлачну алтернативу ономе што би иначе биле године рада за скромну плату. Компанија Вирџиније је женама које су одлучиле да напусте Енглеску у корист колоније нудила великодушне подстицаје као што су постељина, одећа, комад земље и избор мужа. Након што би изабрале мужа, он би тада плаћао Компанији Вирџиније 150 фунти (70 кг) „доброг листа”дувана (што је приближно еквивалентно 5000 УСД у данашњем новцу) за путовање невесте до колоније. Тако су невесте из Џејмстауна добиле надимак „дуванске невесте”.

## Невесте на даљину
Један од најчешћих облика куповине невесте у савременом добу су невесте на даљину. Процењује се да постоји 90 агенција које се баве продајом и куповином невеста на даљину. Ове агенције имају веб странице на којима се налазе адресе, слике, имена и биографије до 25.000 жена које траже мужеве, при чему су амерички мужеви најчешћи избор. Иако се на овим сајтовима налазе жене из целог света, већина невеста на даљину долази из Русије и Филипина. Према овим агенцијама, 10% жена које се одлуче да постану невесте на даљину успевају да пронађу мужа путем њихових услуга. Агенције такође наводе да се сваке године склопи око 10.000 бракова на даљину, при чему је око 4.000 ових бракова с мушкарцима у Сједињеним Америчким Државама.

## Куповина младе у Азији

### Кина
Куповина невесте је стара традиција у Кини. Пракса је углавном угашена од стране тренутне кинеске комунистичке владе. Међутим, модерна пракса није неуобичајена у руралним селима; такође је позната као трговина браком. Према Динг Лу из невладине организације Федерација свих кинеских жена, пракса је поново оживела због економског процвата Кине. Од 1991. до 1996. године, кинеска полиција спасила је више од 88.000 жена и деце који су продати у брак и ропство, а кинеска влада тврдила је да је ухватила и процесуирала 143.000 трговаца укључених у то. Неке групе за људска права тврде да ови бројеви нису тачни и да је стварни број отетих жена већи. Bay Фанг и Марк Леонг су известили у часопису У.С. News & World Репорт да „влада сматра трговину женама срамотним проблемом, тек је у последњих неколико година почела пружати статистику, и покушава ставити фокус на жене које су спашене уместо на континуирану трговину”. Узроци укључују сиромаштво и мањак невеста у руралним подручјима (сељанке одлазе у градове да раде). Како жене напуштају рурална подручја да би нашле посао у градовима, сматрају се рањивијима да буду „преварене или присиљене да постану роба за мушкарце очајне за супругама”. Недостатак невеста пак произлази из појачавања традиционалне преференције кинеских парова за синовима усвојеном политиком једног детета у Кини 1979. године. Кинеска академија друштвених наука проценила је да је 1998. године било 120 мушкараца на сваких 100 жена, при чему су неуравнотежености у руралним подручјима биле око 130 мушкараца на 100 жена. Пораст цене мираза такође је фактор који доводи до тога да мушкарци купују жене за супруге. Хуман Rights ин China тврди да је за мушкарца јефтиније купити жену од трговца за 2.000 до 4.000 јуана него платити традиционални мираз, који често износи више од 10.000 јуана. За просечног урбаног радника продаја супруге је приступачна опција, јер су 1998. године, према проценама, кинески урбани радници зарађивали око 60 долара месечно. Невесте се набављају из земаља попут Бурме, Лаоса, Пакистана, Вијетнама и Северне Кореје. Трговци невестама продају жене као супруге или проститутке у зависности од њиховог физичког изгледа. Чести трик који користе трговци невестама у набављању жена за продају је понуда посла, попут посла у фабрикама, а затим њихово отимање. Трговци невестама могу продати младу жену по цени од 250 до 800 америчких долара. Од првобитне цене, 50 до 100 долара иде главним отмичарима, док остатак прихода иде трговцима који доводе невесту главном клијенту.
Након рађања деце, кинеске жене које су купљене као супруге чешће остају у браку. Фанг Yuzhu из Федерације кинеских жена то приписује „јаком осећају дужносит” који кинеске жене имају, и идеји да је срамота напустити свог мужа. Yuzhu такође признаје да неке жене можда сматрају да је њихов присилни брак боља опција у односу на живот сиромаштва и тешког рада који би их очекивао по повратку кући, или идеји да неке жене можда не верују да могу пронаћи другог мужа, јер су „већ биле с једним”.

### Индија
Куповина невесте је стара пракса у многим регионима Индије. Куповина невесте је уобичајена у државама Индије, попут Харајана, Џарканда и Пунџаба. Према CNN-IBN-у, жене се „купују, продају, кријумчаре, силују и удају без пристанка” у одређеним деловима Индије. Куповине невесте обично долазе из Бихара, Асама и Западног Бенгала. Цена невесте (локално позната као парос у Џарканду), ако се купи од продаваца, може коштати између 4.000 и 30.000 индијских рупија, што је еквивалент од 88 до 660 америчких долара. Родитељи невесте обично добијају просечно 500 до 1.000 индијских рупија (око 11 до 22 америчка долара). Потреба за куповином невесте произилази из ниског односа жена према мушкарцима. Такав низак однос је узрокован преференцијом за рађање синова уместо кћери, и фемицидом. Према BBC News-u, 2006. године у Харајани је било око 861 жена на 1.000 мушкараца, док је национални однос у Индији био 927 жена на 1.000 мушкараца. Жене се не купују само као невесте или супруге, већ и као раднице на фармама или помоћнице у кући. Већина жена постаје „секс-робље” или присилни радници који се касније продају трговцима људима да би се покрили трошкови.
Према панџапском писцу Кирпалу Казаку, продаја невести је почела у Џарканду након доласка Рајпута. Племенска заједница украшава жене за продају накитом. Пракса продаје жена као невести опала је након Зелене револуције у Индији, „ширења писмености” и побољшања односа мушкараца и жена од 1911. године. Међутим, однос се смањио 2001. године. Пракса куповине невесте постала је ограничена на сиромашне слојеве друштва, попут пољопривредника, заказаних каста и племена. У породицама у сиромаштву, само један син се жени због сиромаштва и ради „избегавања поделе имовине”.

### Кореја
Куповина невеста у Северној Кореји је најчешћа због великог сиромаштва које земља трпи и грађани преузимају многе ризике да напусте земљу. Трговци људима то користе као прилику да кријумчаре очајне севернокорејске жене преко граница земље у Кину, не тако често да их продају као робове, већ углавном као невесте. По доласку и ступању у брак, жене су наводно присиљене на рад или сексуално и физичко злостављање од стране својих кинеских мужева. Иако постоје успешни бракови, ретко кад трају због нелегалности преласка границе Севернокорејаца без одобрења, иако су жене биле у земљи много година, нити оне нити њихови потомци нису добили држављанство. Као резултат тога, оне су ухапшене и враћене у своју домовину или задржане у Кини да се суоче са последицама преласка границе. Институције широм света траже од Кине да пружи уточиште великом броју људи који су побегли из Северне Кореје тражећи заклон, међутим, захтев још није одобрен. У Јужној Кореји, куповина невеста није тако честа као у Северној Кореји, иако још увек постоји на различите начине. Већина невеста купљених у Јужној Кореји долази из различитих делова Азије, углавном с југоисточне стране, уз то, међународна куповина невеста у Јужној Кореји тврди се да се подстиче због опадања популације.

### Вијетнам
Куповина млада у Вијетнаму је илегално напредовала, постајући најраспрострањенија комерцијализована индустрија у скоријој историји, посебно у северним планинским провинцијама које граниче са Кином. Вијетнамске девице, старости од 18 до 25 година посебно су мета различитих трећих страна познатих као агенције за брзе бракове за мушкарце из источне и југоисточне Азије, попут Јужне Кореје, Тајвана, Кине, Малезије и Сингапура. Девичанство се сматра највреднијим својством у овој индустрији, јер су девичанске Вијетнамке често купљене по вишој цени. Цене се разликују међу агенцијама; пакети се вреднују између 5000 и 22.000 долара, што укључује венчање, визу, здравствени преглед и курс језика. Према истраживањима спроведеним у Кореји, 65% вијетнамских испитаника завршило је само основну или нижу средњу школу. Недостатак образовања може објаснити слабу друштвену свест која омогућава раст ове индустрије. Вијетнамске жене се проституишу странцима. Продајом секса за визе уводе се у нове обавезе које укључују рад и кућно ропство. Поменуте агенције за брзе бракове обично групишу три до пет мушкараца заједно како би тражили вијетнамске супруге. Ова груписања потенцијалних купаца генеришу више профита, чиме се организација штеди око 50 до 60% на накнадама, процењујући да износе око 85.000 долара по путовању.

## Куповина младе у Африци
Једна ствар око које се многи људи у Африци не слажу јесте куповина младе. У Африци куповина младе обично иде на штету жена, узрокујући да многи осећају родне неједнакости, као и недостатак у сектору женских права. На истоку Африке неки бракови укључују пренос вредне имовине која се доставља из породица младожење и дарује породицама младе. Одређене фразе попут цена младе, мираз, богатство младе и неке аутохтоне речи попут „лоболо”, „мала”, „богади” и „chiko” чине различите кодеве куповине младе.